# Turbinicarpus gielsdorfianus

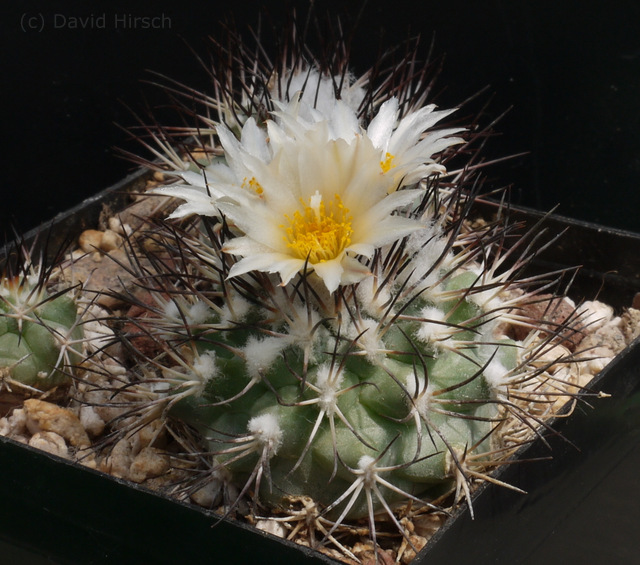
Turbinicarpus gielsdorfianus, Sierra Cardona, S.L.P.

Turbinicarpus gielsdorfianus ist eine Pflanzenart in der Gattung Turbinicarpus aus der Familie der Kakteengewächse (Cactaceae). Das Artepitheton gielsdorfianus ehrt den deutschen Gärtner Karl Gielsdorf (1888–1973).

## Beschreibung
Turbinicarpus gielsdorfianus wächst meist einzeln mit kugelförmigen bis kugelförmig-zylindrischen, blau- bis gelbgrünen Körpern, die manchmal sprossen und eine wenig ausgeprägten Pfahlwurzel besitzen. Die Pflanzen werden 5 bis 7 Zentimeter hoch und erreichen Durchmesser von 4,5 bis 5 Zentimetern. Ihr Scheitel ist weißwollig. Die breiten, kantigen und etwas konischen Höcker sind 3 bis 5 Millimeter hoch. Es ist ein abstehender, gerader, weißlicher, an der Spitze dunkler werdender Mitteldorn vorhanden, der auch fehlen kann. Er erreicht eine Länge von 18 bis 20 Millimeter. Die 6 bis 8 geraden Randdornen sind weißlich, ausstrahlend und bis 20 Millimeter lang.
Die weißen Blüten haben einen dunkleren Mittelstreifen. Sie sind 1,3 bis 2,5 Zentimeter lang und weisen Durchmesser von 1,5 bis 2 Zentimetern auf. Die hellgrünen und leicht verlängerten Früchte sind 5 bis 6 Millimeter lang und erreichen einen Durchmesser von 3 bis 4 Millimeter.

## Systematik, Verbreitung und Gefährdung
Turbinicarpus gielsdorfianus ist laut der Erstbeschreibung im mexikanischen Bundesstaat Tamaulipas im Tal von Jaumave verbreitet. Walter Alfred Fitz Maurice entdeckte die als verschollen geltende Art 1987 in der Nähe von Ciudad Maiz im Bundesstaat San Luis Potosí wieder.
Die Erstbeschreibung als Echinocactus gielsdorfianus erfolgte 1929 durch Erich Werdermann. Václav John und Jan Říha (* 1947) stellten die Art 1983 in die Gattung Turbinicarpus. Weitere nomenklatorische Synonyme sind Neolloydia gielsdorfiana (Werderm.) F.M.Knuth (1936), Thelocactus gielsdorfianus (Werderm.) Borg (1937), Gymnocactus gielsdorfianus (Werderm.) Backeb. (1942), Thelocactus gielsdorfianus (Werderm.) W.T.Marshall (1947, nom. illeg.), Pediocactus gielsdorfianus (Werderm.) Halda (1998) und Turbinicarpus viereckii subsp. gielsdorfianus (Werderm.) Zachar (2004).
Turbinicarpus gielsdorfianus wird in Anhang I des Washingtoner Artenschutz-Übereinkommens geführt. In der Roten Liste gefährdeter Arten der IUCN ist sie als „Critically Endangered (CR)“, d. h. vom Aussterben bedroht eingestuft.

## Nachweise